# TRACE
TRACE (Transition Region and Coronal Explorer) este un telescop solar NASA conceput pentru a investiga conexiunile dintre câmpurile magnetice la scară precisă și structurile de plasmă asociate de pe Soare, oferind imagini de înaltă rezoluție și observații ale fotosferei solară și a regiunii de tranziție spre coroana solară. Principala misiune a instrumentului TRACE este cercetarea structurii fine a buclei coronale în atmosferă solară. TRACE face parte din programul SMEX.